# Ахуско
Ахуско (ісп. Ajusco, науатль Axochco) — купольний вулкан висотою 3930 метрів, розташований за 28 км на південь від центру Мехіко, на території одного з його районів — Тлальпан. Є найбільшою точкою міста і входить до числа 15 найвищих вершин Мексики.
Ахуско є частиною гірського ланцюга Сьєрра Ахуско-Чичинауцин, що входить в Трансмексиканський вулканічний пояс.

## Назва
Найменування вулкану походить з мови наутль і може бути переведено як «жаб'яче місце», «вода, що б'є ключем» або «незайманий ліс у воді». У кожній з цих версій відображені присутність вододжерел і багата рослинність - саме на схилах вулкана формується частина струмків-приток річок Лерма і Бальсас, що мають колосальне значення для водопостачання, електропостачання та господарської діяльності не тільки Мехіко, але всієї центральної частини Мексики .

## Туризм
Територія навколо Ахуско через свою близькість до Мехіко дуже популярна як у містян, так і у приїжджих туристів. Тут можна покататися на гірських велосипедах або конях, організувати піший похід і, звичайно, спробувати піднятися на саму гору. З вершини вулкану можна помилуватися на всю долину Мехіко, а також на Попокатепетль, Істаксіуатль та Невадо-де-Толука.
Неподалік від Ахуско також розташовані найбільший в Латинській Америці парк розваг «Six Flags México », телекомпанія «TV Azteca», «Національний педагогічний університет», «Коледж Мехіко»та інші значущі для міста і країни будівлі і організації.
Також Ахуско важливий і з археологічної точки зору - на його схилах і вершині були знайдені артефакти доиспанского періоду. Найдавнішою спорудою є айяукаллі (будівля для жертвоприношень), залишки якого збереглися на вершині .